# 居道
居道，生卒年不詳，新羅王脫解尼師今的大將。
《三國史記》中明言對居道的族姓和家世均不清楚
。只知道他是脫解尼師今的邊疆將官。新羅的鄰國于尸山國（今蔚山廣域市蔚山區）、居柒山國（釜山廣域市東萊區）為新羅邊境之患，居道欲吞併二國，於是每年都命士兵在邊境騎馬為戲，稱為馬技。待兩國人習以為常之後，突然發兵攻打，成功滅了二國。
後來真興王時，異斯夫使用了當年居道同樣的游馬計策，攻滅了伽倻國。